# محمد زيني البغدادي
السيّد محمد بن أحمد زين الدين الحسني البغدادي (1735 - 1801) . فقيه مسلم وشاعر عراقي في القرن 18 م.  ولد في النجف ونشأ بها على والده، وعلى علماء النجف الكبار منهم مهدي بحر العلوم. عمل في مجال الدعوة الدينية وبرز في الأدب الديني ونظم بالعربية والفارسية. له ديوان وعدد من المؤلفات منها كتاب في التفسير، وكتاب في المعاني والبيان والبديع. هو والد الشاعر جواد سياه بوش. توفي في الكاظمية ودفن بها. 

## سيرته
هو محمد بن أحمد زين الدين بن علي بن سيف الدين بن رضاء الدين الحسني البغدادي ينتهي نسبه إلى الحسن بن علي. ولد في النجف عام 1148 هـ/ 1735 م ونشأ بها على والده والذي هاجر من بغداد إلى النجف لطلب العلم فبرع على يد محمد مهدي بحر العلوم وأجاد الفارسية ونظم بها وهو والد الشاعر جواد سياه بوش. أشتهر في العراق وكان من مشاهير علماء النجف وأدبائها. .

كان عضوًا في ندوة «معركة الخميس» الأدبية، وكانت داره ندوة علمية وأدبية يؤمها الأقطاب من أهل العلم والشعراء والأدباء في يوم العطلة من كل أسبوع.
توفي عام 1216 هـ / 1801 م في الكاظمية.

## شعره
له ديوان شعر يعتبر كسفر تأريخي، نسخة منه تملكها محمد جواد شبر. «شاعر مناسبات يدور شعره حول المديح الذي اختص به آل البيت، وله شعر ذاتي وجداني. يشكو الصبابة، وبرح الجوى، وكتب في التهاني والمراثي والتقريظ، كما كتب التأريخ الشعري» الذي «اتسمت لغته بالمرونة، وخياله بالنشاط». 

سجل تاريخ عمارة الصحن العتبة العلوية قصيدة باللغة العربية وأخرى بالفارسية نقشت على بلاطات القاشاني التي تكسوا الباب الشرقي الكبير كما سجل عليها اسم الخبير الذي تولى العمارة وهو مير خير الله الإيراني، بمطلع : لقد أنعم الباري عطاؤه/ علي مير خير الله وهو رجاؤه.
قال مخمسا للصاحب بن عباد:

## مؤلفاته
- ديوان شعره
- كتاب في التفسير
- كتاب في المعاني والبيان والبديع